# Ciclismo artístico
El ciclismo artístico es un deporte competitivo de interior, generalmente practicado en pabellones deportivos, en el que los participantes realizan sus ejercicios delante de un jurado sobre una bicicleta especialmente diseñada para ello.

## Orígenes
A finales del siglo XIX aparecieron los primeros practicantes de ciclismo artístico en EE. UU. Entre esos pioneros estaban Nikolas Edward Kaufmann y John Featherly que, en realidad, actuaban como acróbatas de la bicicleta en espectáculos. Por las mismas fechas, empezaron a formarse en Alemania los primeros clubes ciclistas de tal manera que, ya en  1884, se desarrollaron las primeras competiciones de ciclismo artístico en Leipzig.
Según los registros guardados, el primer Campeonato de Europa oficial se celebró en 1895 y el primer Campeonato del Mundo de la Unión Ciclista Internacional en 1956 para hombres y 1970 para mujeres.

## Modalidades

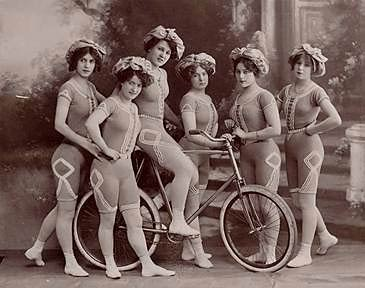
Equipo ciclismo artístico 1890

Desde los inicios casi circenses de este deporte en el siglo XIX, el ciclismo artístico ha evolucionado y se ha convertido en un deporte serio con un conjunto amplio de reglas establecidas.
Existen cinco diferentes modalidades en una competición internacional:
- Individual mujeres
- Individual hombres
- Pareja mujeres
- Pareja libre
- Equipo libre de cuatro

Las pruebas se realizan, de forma similar al patinaje artístico sobre hielo o a la gimnasia, delante de unos jueces por espacio de cinco minutos, con o sin acompañamiento de música. La superficie de competición sobre la que se desarrollan los ejercicios debe cumplir una serie de condiciones respecto a sus materiales de construcción y sus medidas. Además, en esa pista hay diferentes espacios marcados donde deben ejecutarse las figuras sobre la bicicleta.
En concreto, para las competiciones internacionales, la zona de conducción debe tener unas medidas de 14 m de largo por 11 m de ancho, espacio que no puede sobrepasarse. Fuera de esta zona, se reserva una franja de 2 m en el exterior que debe estar libre de obstáculos. Alrededor del punto central, que está marcado, se dibujan dos círculos, uno de 4 m y otro de 8 m de diámetro.
Por regla general, una figura debe mantenerse durante media vuelta, una vuelta, una 'S' o un '8', que viene a ser una vuelta alterna. En la media vuelta y en la vuelta normal, hay que moverse por el exterior del círculo de 4 m. En una vuelta alterna, el punto central debe pisarse dos veces. En el caso de la 'S', mitad de vuelta alterna, una vez.
Cada figura tiene un valor en puntos, de acuerdo a su dificultad. La suma de todos ellos indica la puntuación total de la actuación del deportista. En la realización de los ejercicios, pueden descontarse penalizaciones por diferencias en la dificultad prevista o penalizaciones por su ejecución sobre la pista. En competiciones oficiales, hay dos actuaciones por deportista, una la preliminar y otra la final. Ambas son válidas, aunque es la segunda la que marca la clasificación en la prueba.
Es obligatorio para los deportistas saludar o presentarse antes de iniciar su actuación. El tiempo límite es de cinco minutos. Según la modalidad, hay un número máximo de figuras a realizar. La actuación y el tiempo, empiezan a contar desde el momento en el que el propio deportista dice la palabra 'inicio' a los jueces. En el reglamento UCI se describen las normas que deben cumplir, de acuerdo con la modalidad considerada, cada una de las figuras a ejecutar sobre la superficie de competición.
El ciclismo artístico es un deporte popular desde hace tiempo en países como Alemania, Suiza, Austria, Francia o Chequia y, en los últimos años, también en otros como China, Hong Kong, Macao o Malasia.

## Bicicletas

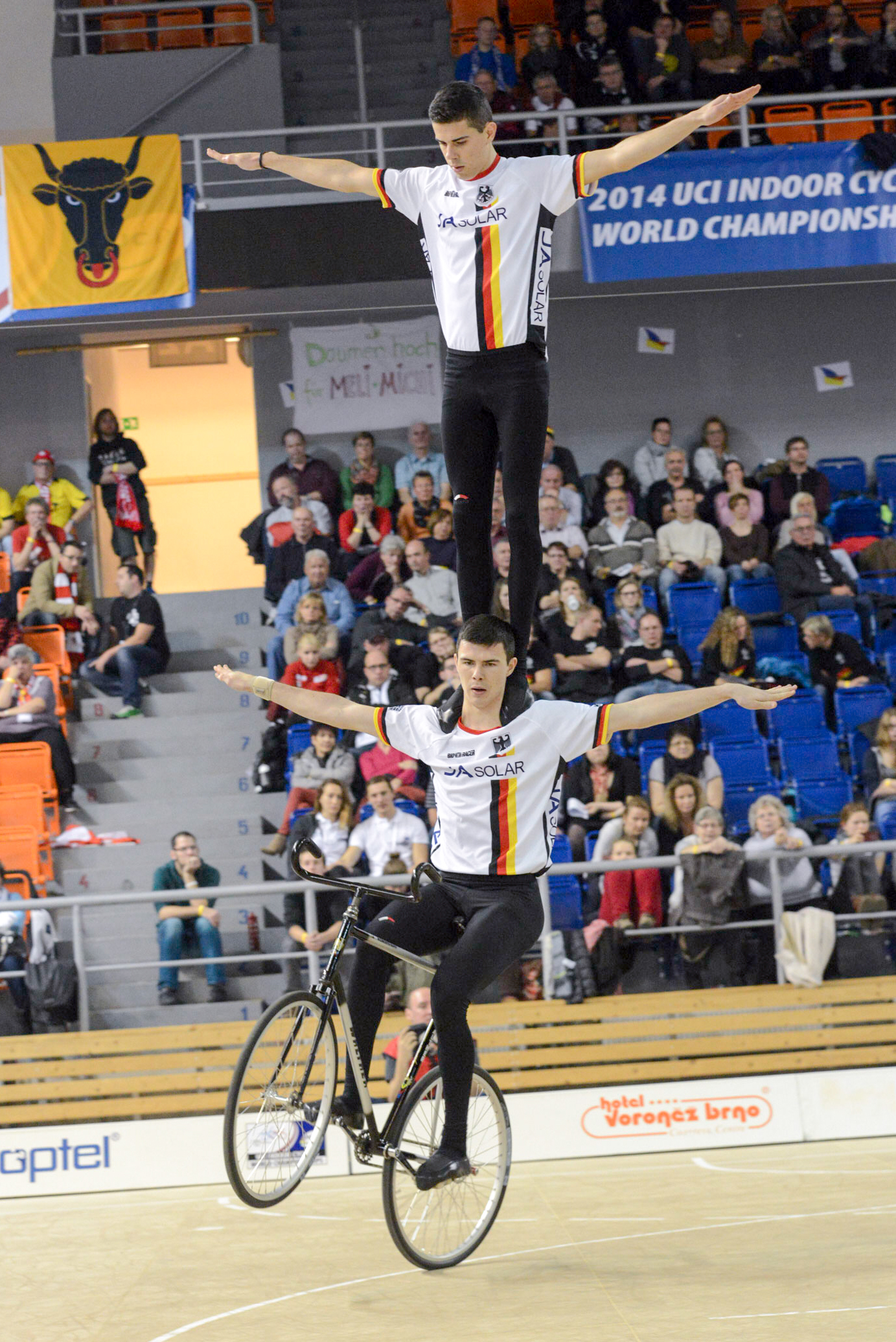
Campeonato del Mundo 2014

Las bicicletas utilizadas en el ciclismo artístico son bicicletas especiales de piñón fijo. Están diseñadas para utilizarse sobre superficies planas. Las ruedas deben ser del mismo tamaño y no estar demasiado separadas, para que sea más cómodo realizar los ejercicios. Deben inflarse con presión alta, sobre 12 bar como norma. El manillar es parecido a uno de bicicleta de carreras invertido y puede girar 360 grados.

## España
El ciclismo artístico es un deporte casi desconocido en España. Sin embargo, hubo representación española en el Campeonato Mundial de 2017 y en el de 2018. Fue con el deportista Daniel Andrés Hecktor, nacido y formado en Alemania, que obtuvo los puestos 18 y 17 respectivamente, en la modalidad individual. También, participó en la Copa del Mundo del año 2018, quedando en el puesto 11 de la clasificación final.